# Đất nện

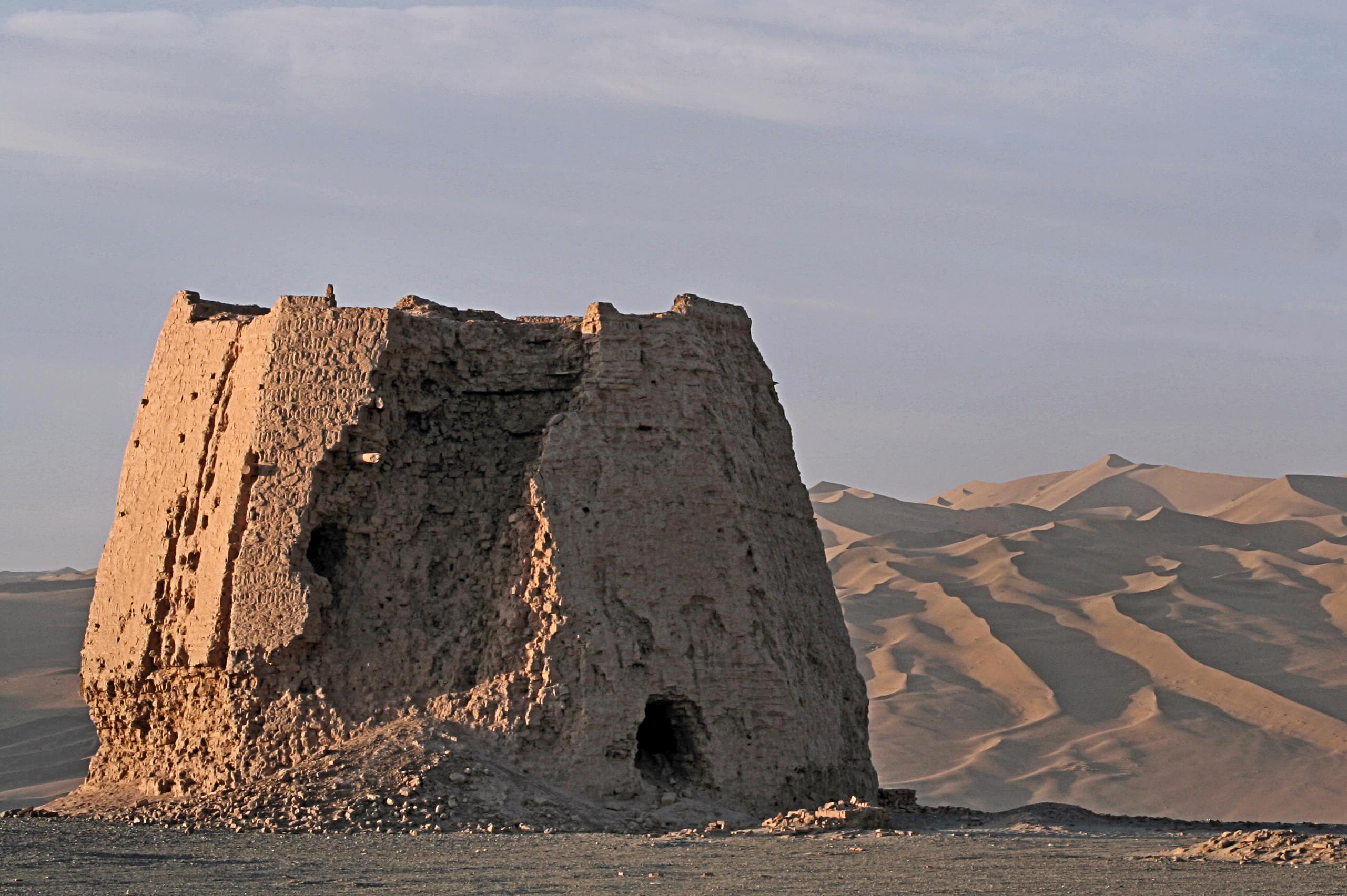
Tàn tích của một Tháp canh triều đại nhà Hán (202 TCN - 220 SCN) làm bằng đất nện ở Đôn Hoàng, tỉnh Cam Túc, Trung Quốc ở cuối phía đông của Con đường tơ lụa.

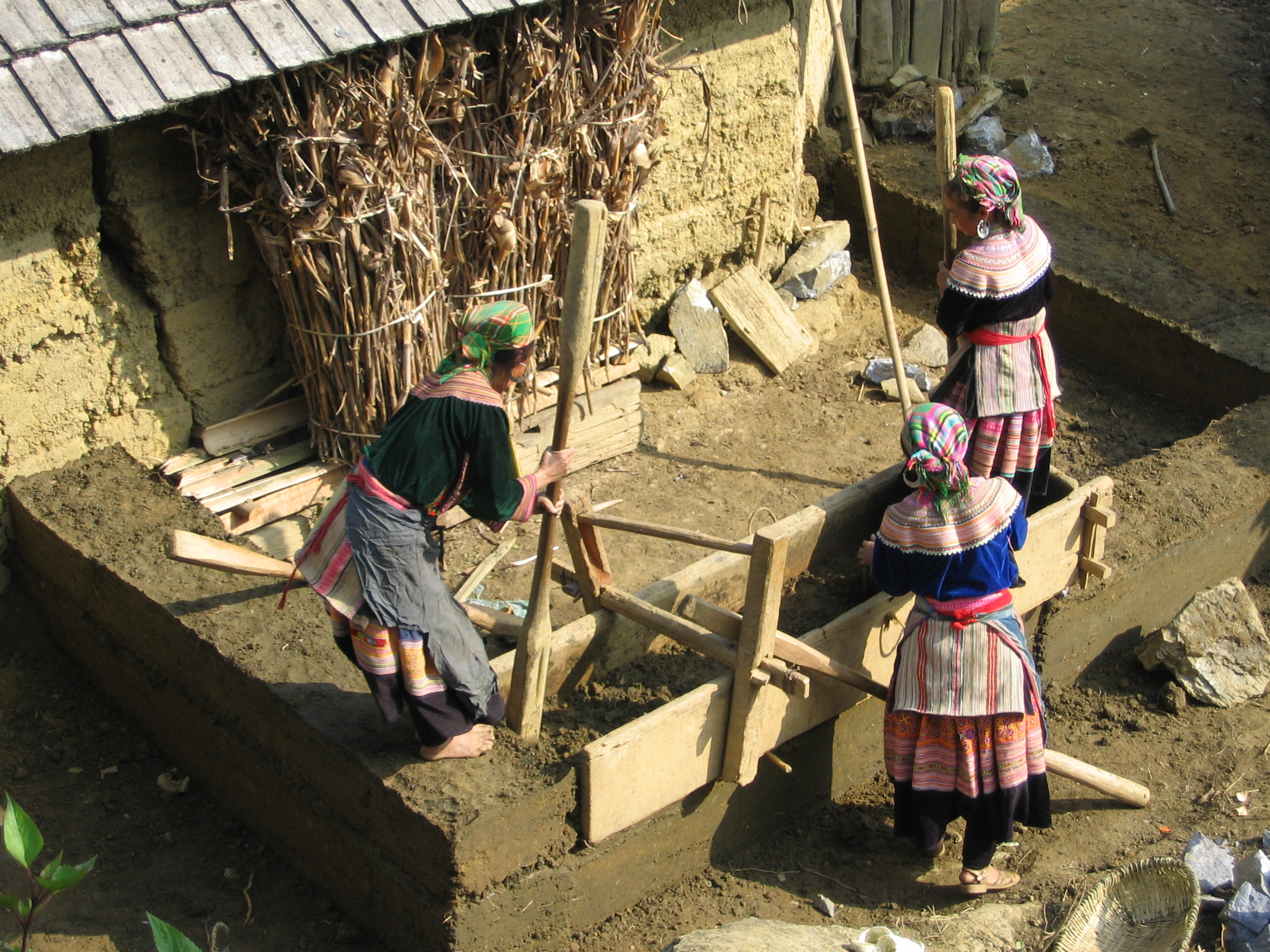
Một kỹ thuật xây nhà điển hình của người Mông trong khí hậu cận nhiệt đới của Việt Nam.

Đất nện, còn được gọi là taipa  trong tiếng Bồ Đào Nha, tapial hoặc tapia trong tiếng Tây Ban Nha, pisé (de terre) trong tiếng Pháp và hangtu (tiếng Trung: 夯土), là một kỹ thuật để xây dựng nền móng, sàn và tường bằng cách sử dụng các nguyên liệu thô tự nhiên như đất, phấn, vôi hoặc sỏi. Đây là một phương pháp cổ xưa đã được hồi sinh gần đây như một vật liệu xây dựng bền vững được sử dụng trong kỹ thuật xây dựng tự nhiên.
Đất nện là đơn giản để sản xuất, không cháy, khả năng tích nhiệt lớn, mạnh mẽ và bền. Tuy nhiên, các cấu trúc như các bức tường có thể tốn nhiều công sức để xây dựng bằng đất nện mà không có máy móc, ví dụ, các máy ép chạy bằng điện và chúng dễ bị hư hại do nước thấm vào nếu được bảo vệ hoặc bảo trì không đầy đủ.
Các dinh cơ hình thành từ đất nện có ở mọi lục địa ngoại trừ Nam Cực, trong một loạt các môi trường bao gồm ôn đới, ẩm ướt, sa mạc nửa sa mạc, vùng núi và vùng nhiệt đới. Sự sẵn có của đất thích hợp và thiết kế tòa nhà phù hợp với điều kiện khí hậu địa phương là những yếu tố có lợi cho việc sử dụng vật liệu này.

## Thành phần và sử dụng

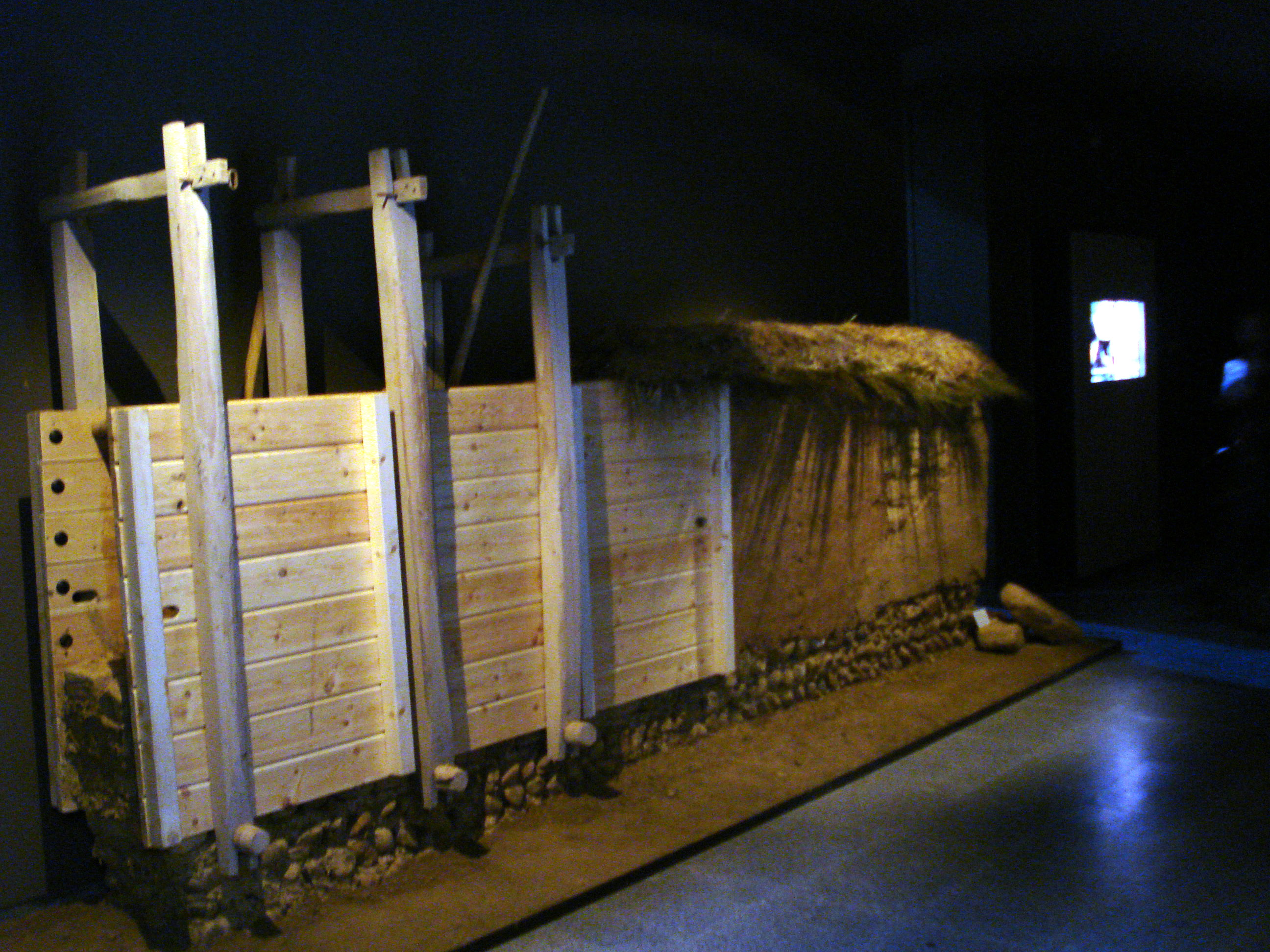
Mô hình xây dựng một bức tường đất nện trên nền móng có sẵn

Sản xuất đất nện bằng cách nén một hỗn hợp đất ẩm có tỷ lệ phù hợp của cát, sỏi, đất sét và/hoặc chất ổn định được thêm vào khung hoặc khuôn được hỗ trợ bên ngoài, tạo thành một bức tường vững chắc hoặc các khối riêng lẻ. Trong lịch sử, các chất phụ gia như vôi hoặc máu động vật được sử dụng để ổn định đất nện.
Việc xây dựng toàn bộ bức tường bắt đầu bằng một khung tạm thời, có tên là " khuôn đúc ", thường được làm bằng gỗ hoặc gỗ dán, làm khuôn cho hình dạng và kích thước mong muốn của từng phần của bức tường. Hình thức phải bền và giằng tốt, và hai mặt đối diện phải được kẹp lại với nhau để tránh bị phồng hoặc biến dạng gây ra bởi lực nén lớn. Vật liệu ẩm được đổ vào ván khuôn đến độ sâu từ 10 đến 25 cm (4 đến 10 in) và sau đó được nén đến khoảng 50% chiều cao ban đầu của nó. Vật liệu được nén lặp đi lặp lại, theo đợt hoặc khóa học, để dần dần dựng lên bức tường lên đến đỉnh của ván khuôn. Việc nén đất trong lịch sử là dùng phương pháp thủ công với một cây chùy đập cực dài, và rất tốn công, nhưng việc xây dựng hiện đại có thể được thực hiện ít hơn bằng cách sử dụng máy nén chạy bằng khí nén.  